# Dendromus lachaisei
Dendromus lachaisei és una espècie de mamífer rosegador de la família dels nesòmids. Viu a altituds d'entre 0 i 1.650 msnm a Costa d'Ivori, Guinea i Libèria. Els seus hàbitats naturals són les sabanes de plana o montanes, els boscos tropicals de plana o montans i les plantacions. Es desconeix si hi ha cap amenaça significativa per a la supervivència d'aquesta espècie. Té el pelatge de color ocre. L'espècie fou anomenada en honor del biòleg evolutiu Daniel Lachaise.